# Merops variegatus
Il gruccione pettoblu (Merops variegatus Vieillot, 1817) è un uccello appartenente alla famiglia Meropidae, diffuso  in Africa centrale.